# Нидда (река)
Ни́дда (нем. Nidda) — река в Германии, протекает по земле Гессен. Правый приток Майна (приток Рейна). Площадь бассейна реки составляет 1941 км². Длина реки — 90 км.

## Название
Гидроним распространен по всей Европе, включая Британские острова и Скандинавский полуостров. Последнее позволяет исключить его из кельтских гидронимов и отнести к индо-европейскому языковому субстрату, nedati — река. На реке находился римский город Нида (в настоящее время — на окраине Франкфурта).